# Севастьянов Віктор Григорович
Ві́ктор Григо́рович Севастья́нов (нар. 1 липня 1923, Одеса, СРСР — пом. 2 жовтня 1993, Київ, Україна) — радянський футболіст та художник. Відомий завдяки виступам у складі одеського «Харчовика», київського «Динамо» та київського «Будинку офіцерів». Член Спілки художників СРСР з 1963 року.

## Життєпис

### Кар'єра футболіста
Віктор Севастьянов народився в Одесі, де після закінчення 9 класів почав працювати слюсарем в артілі Облпромради. З дитячих років захоплювався футболом, граючи за різноманітні любительські колективи міста, та живописом. Однак повною мірою розкрити свої таланти юнаку завадив початок німецько-радянської війни. Севастьянов брав участь у обороні Одеси, після чого під натиском ворожих військ разом з Червоною армією відходив до Криму. Незважаючи на небезпеку, Віктор зумів пробратися крізь оточення та повернутися до окупованого міста, де продовжував грати у футбол навіть попри складну ситуацію в місті. Після звільнення Одеси у 1944 році знову приєднався до лав Червоної армії, де й зустрів закінчення війни.
Після демобілізації був зарахований до складу футбольного клубу «Харчовик». Провівши у складі одеситів близько півтора року, Севастьянов отримав запрошення від київського «Динамо» і вже 9 травня 1947 року дебютував у новому клубі в поєдинку проти «динамівців» з Москви. Як зазначає Ігор Шаров, про футболіста Севастьянова згадує в своїй книзі один із кращих воротарів «Динамо» Олег Макаров: «У Віктора в команді була кличка «Лоб», настільки сильно він міг бити по м’ячу цією частиною тіла. Разом із Сашком Принцом вони створювали дуже міцну пару півзахисників. До того ж грав Севастьянов напористо, завжди повертався після атаки назад. Був дуже надійним, граючи в центрі поля. Високий зріст і добра координація робили Севастьянова разом із Лерманом дуже небезпечними при розіграші «стандартів». У складі «Динамо» він двічі ставав володарем Кубка УРСР з футболу, а найвищим досягненням у чемпіонаті СРСР стало четверте місце у 1947 році.
У 1951 році Віктор Севастьянов перейшов до лав київської команди Будинку офіцерів, що брала участь у змаганнях колективів фізкультури. У тому ж сезоні разом з партнерами йому вдалося стати чемпіонами УРСР, а самого Севастьянова було обрано капітаном команди. Наступного року київські «армійці» змагалися вже у класі «Б» радянського чемпіонату, де посіли 14 місце серед 18 команд. Цей сезон став останнім у футбольній кар'єрі Віктора Севастьянова.

### Кар'єра художника
Захоплюватися живописом Віктор Севастьянов почав ще з юнацьких років, однак це захоплення доводилося розділяти з іншою пристрастю хлопця — футболом. Вільний час поза іграми та тренуваннями він присвячував малюванню, однак серйозно взятися за цю справу Віктору вдалося лише по закінченню війни. Ще перебуваючи у лавах Радянської армії, у 1945 році він почав відвідувати як вільний слухач Одеське художнє училище імені Грекова. Демобілізувавшись, Севастьянов продовжив навчання, суміщаючи відвідування занять з іграми у складі «Харчовика».
Переїхавши до Києва, змушений був призупинити навчання, однак, за згадками одноклубників, незважаючи на виснажливі матчі та тренування, завжди намагався знайти час для малювання. Все змінилося з переходом Віктора до лав армійської команди, що виступала у змаганнях значно нижчих за рангом. Севастьянов почав відвідувати Студію образотворчих мистецтв, а завершивши активні виступи на футбольному полі, цілковито присвятив себе живопису.
У 1953 році Віктор Григорович став членом Київського товариства художників, а у 1958 — художником виробничо-художніх майстерень Худфонду СРСР. З цього ж року Севастьянов починає брати участь у багатьох масштабних всесоюзних виставках. Однією з найважливіших для митця стала його перша колективна виставку «40 років ВЛКСМ» у Москві. Незважаючи на тонку та аполітичну натуру художника, він все ж змушений був зробити невеличкий реверанс у бік правлячої партії та написати декілька полотен у дусі соцреалізму (зокрема картини з циклу «Азовсталь»). Загалом же, основним мотивом творчості Севастьянова стало емоційне різнобарв'я світу природи. Протягом своє мистецької кар'єри він чітко демонстрував відданість одеській школі живопису з її теплими фарбами та нюансами колористичної гами, незмінною цікавістю до природи та пленеру як стилістичного принципу.
У квітні 1961 року Віктор Севастьянов отримав квиток кандидата у члени Спілку художників СРСР, а у 1963 році був повноправно зарахований до Спілки. Він близько спілкувався з такими українськими живописцями як Віктор Шаталін, Петро Сльота, Леонід Чичкан, Анатолій Пламеницький та іншими.
Помер Віктор Севастьянов 2 жовтня 1993 року в Києві.
Вже після смерті художника його родиною було організовано низку виставок за кордоном — в Нанті, Ренні та Брюсселі. Бельгійці класифікували стиль Севастьянова як постімпресіонізм, а брюссельська газета «L'Echo» наступним чином прокоментувала творчість українського митця:
|  | У його сніжних пейзажах відчуваються спокій та ясність, що говорять про суворість сезону, протягом якого життя сповільнюється, будинки сплять, а сани роблять буденну роботу. Це - очікування того часу, коли настане весна, прокинуться луки, у сяйві фарб оживуть яблуні. Полотна передають збуджену атмосферу, що міняється з ритмом пір року. |

Твори Віктора Севастьянова зберігаються у Горлівській картинній галереї, Донецькому художньому музеї, Хмельницькому художньому музеї та у низці інших музейних закладів України. Окрім того, роботи Віктора Григоровича зайняли гідне місце у приватних колекціях в Англії, Франції, Канаді, Німеччині та Бельгії, де їх періодично виставляють на огляд поціновувачів мистецтва у багатьох картинних галереях світу. 30 травня 2008 року іспанський колекціонер Пако Маскуліно придбав у Барселоні три картини Севастьянова («Похмурий Дніпро», «Ранок у лісі» та «На хуторі») за 180 000 євро.
Завдяки зусиллям Фонду культурної дипломатії «UART» протягом 2011 року з творчістю Севастьянова змогли ознайомитися у Страсбурзі та Брюсселі.
Напередодні Євро-2012, з 2 по 15 травня 2012 року, Київським національним музеєм російського мистецтва було проведено виставку картин Віктора Севастьянова «Пори року», де демонструвалися близько 30 полотен митця, надані спеціально для виставки різними колекціонерами. За даними дослідження, що було проведене на замовлення Інституту медіа-моделювання «Перспектива», картини Віктора Севастьянова у 2012 році продавалися найкраще серед усіх робіт українських художників XX ст.

## Спортивні здобутки
- Переможець чемпіонату УРСР (1): 1951
- Володар Кубка УРСР (1): 1947, 1948

## Мистецькі досягнення
- Член Спілки художників СРСР (з 1963)
- Член Київського товариства художників (з 1953)

Основні прижиттєві виставки
- Всесоюзна виставка «40 років ВЛКСМ» (1958)
- «Мистецтво України» (1960; Москва)
- Республіканські виставки (1970–1975, 1977–1985, 1987, 1989)
- Всесоюзна виставка (1972; Москва)
- «Мистецтво України» (1978; Мінськ)
- Шевченківська виставка (1981, 1984; Москва)

Основні посмертні виставки
- Виставка робіт (1996; Нант)
- Виставка робіт (1997; Ренн)
- Виставка робіт (2003; Брюссель)
- Виставка робіт (2004; Брюссель)
- «Сезони» (2011; Страсбург)][3]
- «Сезони» (2011; Брюссель)][4]
- «Пори року» (2012; Київ)[5]